# Фабіан Фрай
 Не плутати з іншим гравцем «Базеля» та збірної Швейцарії — Александером Фраєм
Фабіан Фрай (нім. Fabian Frei, нар. 8 січня 1989, Фрауенфельд) — швейцарський футболіст, півзахисник клубу «Базель» і національної збірної Швейцарії.

## Клубна кар'єра
Народився 8 січня 1989 року в місті Фрауенфельд. Вихованець футбольної школи клубу «Вінтертур» та «Базель».
Своєю грою за юнацьку команду «Базеля» привернув увагу представників тренерського штабу основної команди, до складу якої приєднався влітку 2007 року. Відіграв за команду з Базеля наступні два сезони своєї ігрової кар'єри. Граючи у складі «Базеля» здебільшого виходив на поле в основному складі команди, зігравши за цей час 49 матчів у чемпіонаті, в яких забив 2 голи.
В липні 2009 року був відданий в оренду на два роки в «Санкт-Галлен».  Тренерським штабом нового клубу також розглядався як гравець «основи».
До складу «Базеля» повернувся влітку 2011 року і в першому ж сезоні допоміг клубу виграти національний чемпіонат і кубок.

## Виступи за збірні
2006 року дебютував у складі юнацької збірної Швейцарії, взяв участь в одній грі на юнацькому рівні, в якій відзначився забитим голом.
Протягом 2008–2011 років  залучався до складу молодіжної збірної Швейцарії, разом з якою став фіналістом молодіжного чемпіонату Європи 2011 року. Всього на молодіжному рівні зіграв у 22 офіційних матчах, забив 5 голів.
2012 року захищав кольори олімпійської збірної Швейцарії на Олімпійських іграх 2012 року у Лондоні.
7 жовтня 2011 року дебютував в офіційних іграх у складі національної збірної Швейцарії в кваліфікаційному матчі на Євро-2012 проти збірної Уельсу, який завершився поразкою швейцарців з рахунком 0-2. 
Наразі провів у формі головної команди країни 14 матчів, забив 3 голи.

## Титули і досягнення
- Чемпіон Швейцарії (5):

«Базель»:  2007–08, 2011–12, 2012–13, 2013–14, 2014–15
- Володар Кубка Швейцарії (3):

«Базель»: 2007–08, 2011-12, 2018-19